# Frittata all'italiana
Frittata all'italiana è un film del 1976 diretto da Alfonso Brescia.

## Trama
Due coppie che vivono l'una a Milano, l'altro a Napoli sono specializzati nel commercio di kimoni. Il padre napoletano finirà di innamorarsi della figlia della milanese e questa del ragazzo partenopeo.